# Чемошур (Зав'яловський район)
Чемошу́р (рос. Чемошур) — присілок в Зав'яловському районі Удмуртії, Росія.
Знаходиться в середній течії річки Чемошурка, на північ від присілка Октябрський, на східній околиці Іжевська.
Назва є русифікованим варіантом удмуртської назви Чумошур, де шур — річка, чум — мисливська хата, тобто мисливська хата на березі річки.

## Населення
Населення — 124 особи (2010; 74 в 2002).
Національний склад станом на 2002 рік:
- росіяни — 50 %
- удмурти — 47 %

## Історія
До революції присілок входило до складу Сарапульського повіту В'ятської губернії. За даними 10-ї ревізії 1859 року в 43 дворах проживало 393 особи, працювало 3 млини та кузня. В 1920 році присілок входить до складу Вотської АО, в складі Старковської сільської ради. В 1925 році утворюється Чемошурська сільська рада з центром в селі Чемошур. В 1937 році центр переноситься до радгоспу імені 5 літ УАРСР (пізніше селище Совхозний, П'ятилітка). В 1966 році П'ятилітка приєднується до Іжевська, центр сільради переноситься в селище Первомайський, а сама рада перейменовується в Первомайську. В 1991 році з Первомайської сільради відокремлюється Октябрська сільрада, в складі якої знаходиться і присілок Чемошур.

## Урбаноніми[4]
- вулиці — Бузкова, Дорожня, Лісова, Лучна, Польова